# 高宮站 (滋賀縣)

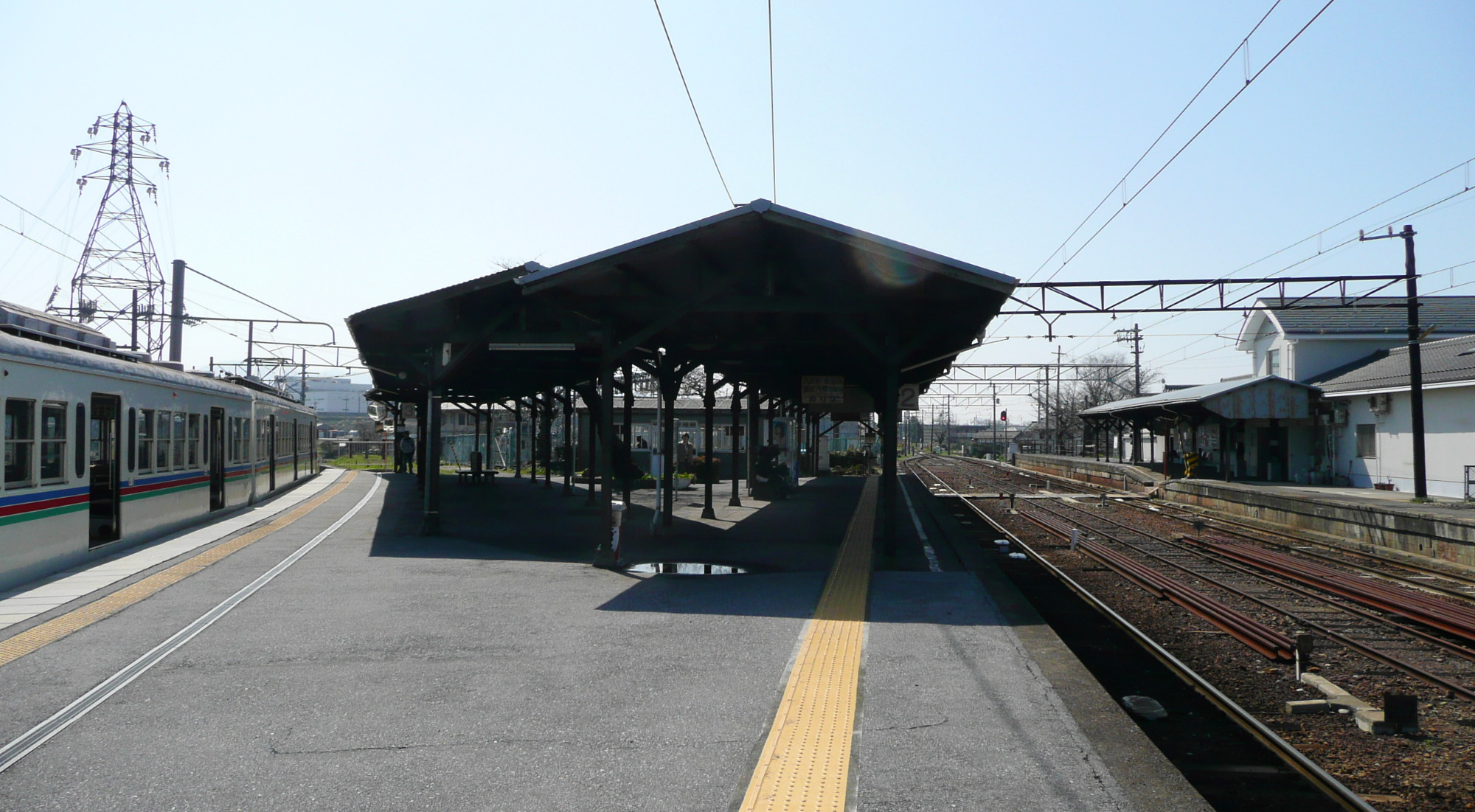
本線下行和多賀線月台

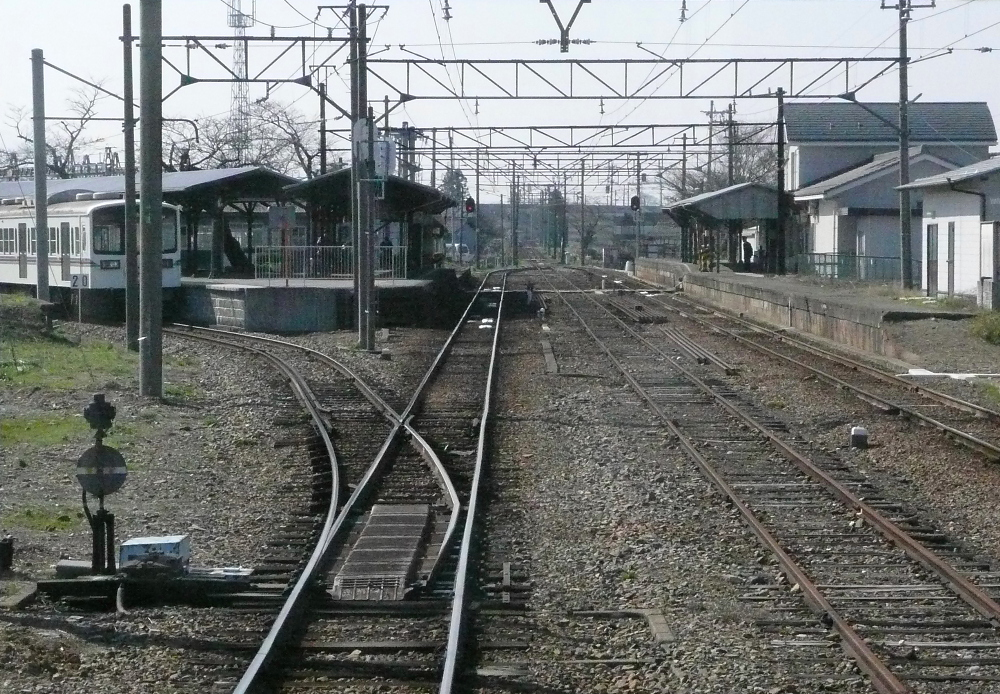
米原方向望向站內

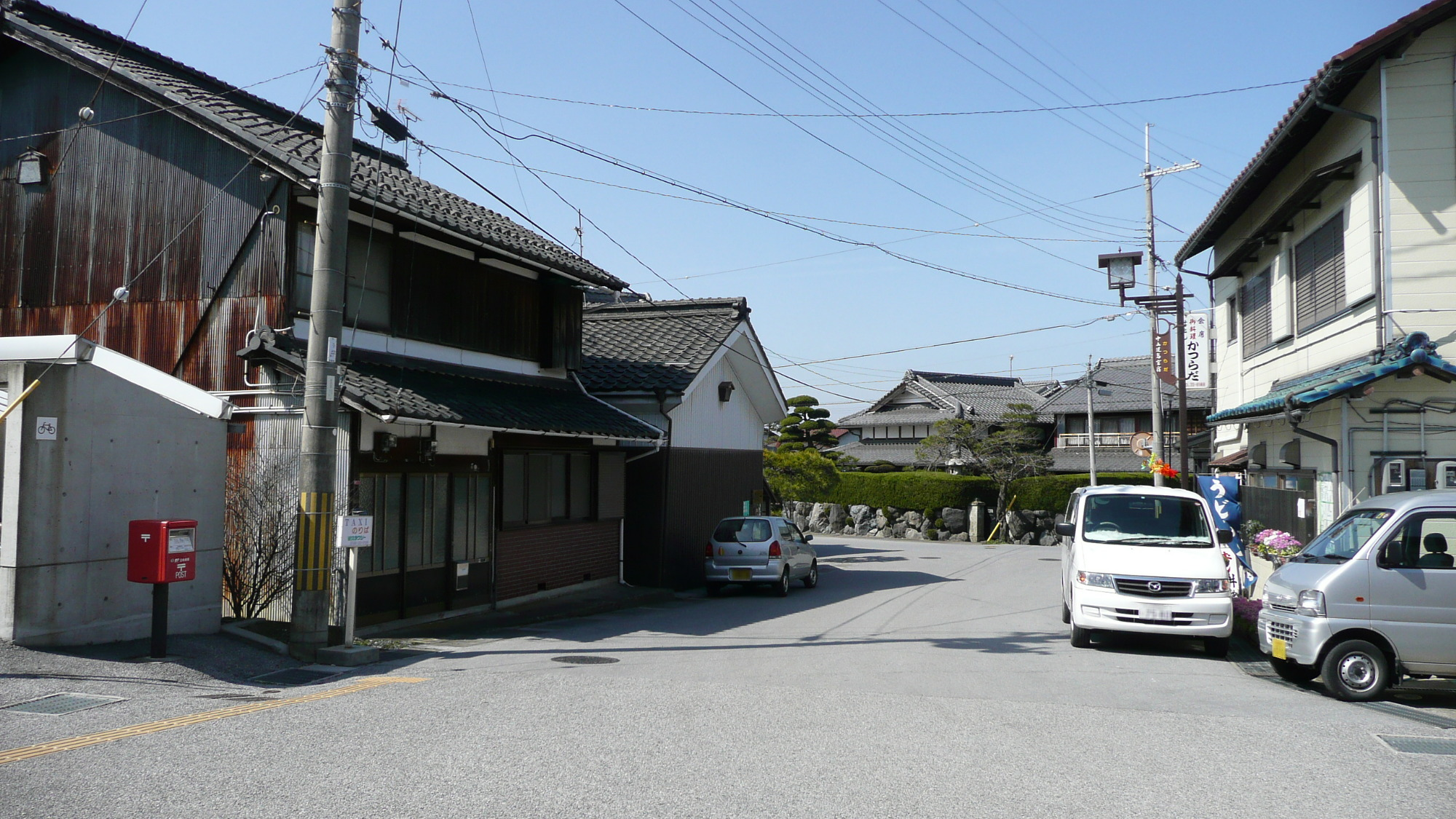
站前

高宮站（日语：／ Takamiya eki */?）是位於滋賀縣彥根市高宮町，近江鐵道本線和多賀線的車站。車站編號為OR07。
此站的日文讀法中，「た」字為響音，在車內廣播中也會這樣讀法。

## 停靠之鐵路線
- 近江鐵道
  - 本線[2]
  - 多賀線[2]

兩線使用同一套時間表，本線米原方向和多賀線多賀大社前方向之間設有互相直通班次。
因此，包括本線在內，於此站作為終點站的列車考慮到轉乘其他班次的列車，轉乘時間比較短。同時，當列車進入高宮站，列車司機會廣播轉乘資訊（相同的情況發生在八日市站）。

## 歷史
- 1898年（明治31年）6月11日 - 彥根站至愛知川站之間開通，此站啟用[2][4]。
- 1914年（大正3年）3月8日 - 此站至多賀站（現時：多賀大社前站）之間開通[5]。
- 2002年（平成14年）3月29日 - 新車站大樓（高宮站社區中心）開業[6]。
- 2012年（平成24年）電影《逆轉裁判》於此站取景[7]。

## 車站構造
車站是一座地面車站，設有2面3線月台。在日間為有人車站（平日7:10～9:30、15:30～19:00，星期六及假日7:30～11:40）。車站大樓位於車站西邊的1號月台側。1號月台是單式月台，2、3號月台是島式月台，當中3號月台是建設彎道上。各月台之間設有站內平交道。另外，1、2號月台之間設有中線。當中3號月台建設急彎上，從前只有20米級車輛的800系或700系進入該路線。後來在2000年進行了急彎的緩和工程。在2013年引入900形和100形為了進入該月台，需要在車身一身削走一部分。而該月台的空隙較大，因此在月台上設有紅色膠紙提醒乘客。在3號月台東邊設有月台遺址與留置線，該處停泊了一些鐵路貨車。
1、2號月台可該上下線的本線列車從兩方向進站與離站。3號月台連接多賀線和本線，也可從兩方向進站和離站。
車站大樓在車站啟用時已經仍然，經歷長年累月的使用後，已經把車站大樓拆毀。在2002年3月尾，重建了新車站大樓，大樓同時作為社區中心，大樓使用了數寄屋造的模樣。但是，站內還有舊月台的上蓋、候車室和舊指示牌。

### 月台
| 月台 | 路線                       | 上下行 | 方向                         |
| ---- | -------------------------- | ------ | ---------------------------- |
| 1    | ■本線（彥根·多賀大社線）   | 上行   | 彥根、米原方向               |
| 2    | ■本線（湖東近江路線）      | 下行   | 八日市、貴生川、近江八幡方向 |
| 3    | ■本線（彥根·多賀大社線）   | 上行   | 彥根、米原方向               |
| 3    | ■多賀線（彥根·多賀大社線） |        | 多賀大社前方向               |

## 使用狀況
根據「彥根市統計書」，以下為近年一日平均乘車人次列表
| 年度   | 一日平均 乘車人次 |
| ------ | ----------------- |
| 2003年 | 137               |
| 2004年 | 162               |
| 2005年 | 173               |
| 2006年 | 226               |
| 2007年 | 265               |
| 2008年 | 142               |
| 2009年 | 140               |
| 2010年 | 152               |
| 2011年 | 146               |
| 2012年 | 134               |
| 2013年 | 126               |
| 2014年 | 134               |
| 2015年 | 134               |
| 2016年 | 141               |
| 2017年 | 152               |
| 2018年 | 163               |
| 2019年 | 158               |

## 車站周邊
車站西邊的中山道上設有一些住宅區。在東邊設有田園地帶。
- 彥根市政廳高宮出張所
- 彥根市立高宮小學
- 彥根市立高宮幼稚園
- 國道8號
- 中山道高宮宿（日语：高宮宿）

## 巴士路線
彥根市的合乘的士多賀町域路線「愛之的士多賀」（委托近江的士行走）設有3條路線。各每1小時一班。所有班次均為預約制。除了年尾年頭（12月29日至1月3日）外毎日行走。有關行走路線，可參見彥根市官方網站「愛之的士 （页面存档备份，存于）」。
- 河內線：上水谷、落合、河內之風穴（日语：河内風穴）、保月方向
- 大君畑線：富之尾生活改善中心、河相診所、大君畑奧方向
- 萱原線：大杉、萱原神社方向

## 相鄰車站
近江鐵道
本線（■彥根、多賀大社線、■湖東近江路線）
彥根口（OR06）－高宮（OR07）－尼子（OR10）
■多賀線（彥根、多賀大社線）
高宮（OR07）－螢幕（OR08）

## 注腳
1. ↑  高宮駅コミュニティセンターの設置および管理に関する条例 （页面存档备份，存于）（日語）
2. 1 2 3 4 5 6  川島 2009，第75頁.
3. ↑  . 朝日新聞數碼. 2019-03-30  [2021-07-22]. （原始内容存档于2019-03-31） （日语）.
4. ↑  朝日 2011，第12頁.
5. ↑  朝日 2011，第13頁.
6. ↑  朝日 2011，第14頁.
7. ↑  ロケーション実績 （页面存档备份，存于）（日語） - 滋賀Location Office
8. 1 2 3 4  川島 2009，第10頁.
9. ↑  朝日 2011，第10頁.
10. ↑  . GetNavi Web. 2020-12-08  [2021-07-22]. （原始内容存档于2021-11-04） （日语）.
11. ↑  朝日 2011，第15頁.

## 外部連結
- 高宮站 （页面存档备份，存于）（日語）（各站資訊）- 近江鐵道
- 高宮站社區中心 （页面存档备份，存于）（日語） - 彥根市都市建設部交通對策課